# KIZUNA (JO1のアルバム)
『KIZUNA』（キズナ）は、日本の男性アイドルグループJO1の2枚目のアルバム。2022年5月25日にLAPONEエンタテインメントより発売。

## 概要
本作のキャッチコピーは「僕たちの絆、共に楽しもう」である。KIZUNAというタイトルには「様々な苦難を乗り越え、挑戦してきた道の果てで気づく、仲間との絆」という意味が込められている。
リード曲の「With Us」を含んだ新曲7曲と、3rdシングル『CHALLENGER』から5thシングル『WANDERING』までの表題曲や収録曲、デジタルシングル『Dreamer』『Move The Soul』で構成され、「隣にいてくれる君との大切な絆。輝く今この瞬間を共に楽しむ」というメッセージが込められている。本作ではJO1初のFC限定盤が加わり、全5形態（初回限定盤A、初回限定盤B、通常盤、アニメ盤、FC限定盤）で展開される。

## リリースまでの略歴
2022年3月22日、本作アルバムの詳細とパステルカラーの風船に囲まれた新アーティスト写真が公開。新ビジュアルの解禁で鶴房汐恩はパステルピンク、與那城奨はチェリーレッド、川尻蓮はパープル、川西拓実は黄色っぽいメッシュを入れ、木全翔也は襟足のポイントカラーでグレー、金城碧海は長めの黒髪を活かしたスタイルなど、新鮮な姿を見せた。
2022年5月3日、リード曲『With Us』の音楽配信開始およびミュージックビデオが公開された。
2022年5月9日、収録曲『Walk It Like I Talk It』の先行音楽配信開始。
2022年5月15日、幕張メッセで開催されたKCON 2022 Premiereで『Algorithm』を初披露。5月16日、同曲の先行音楽配信開始。
本作に収録されている『Dreamer』と『Move the Soul』は、一時活動中止していた金城碧海を含む11人で新たに再収録された。

## 収録曲

### 初回限定盤A
ジャケット写真（川尻蓮、川西拓実、木全翔也、佐藤景瑚、豆原一成）
CD+DVD（特典映像：JO1 WHAT IS YOUR KIZUNA）
1. With Us (3:10)
作詞：MINAMI, Yano Mion, 都城ゆみ[7] / 作曲：Woo Min Lee“collapsedone”, Justin Reinstein / 編曲：Woo Min Lee“collapsedone”, Justin Reinstein
・2ndアルバム『KIZUNA』リード曲
2. Touch! (3:38)
作詞：Jinli(Full8loom), 河野純喜 / 作曲：Gloryface(Full8loom), Jinli(Full8loom), KEEJUN(Full8loom) / 編曲：Gloryface(Full8loom), KEEJUN(Full8loom)
3. ZERO (3:15)
作詞：SKINNER BOX, SUNHEE (PURPLE NIGHT), TEYU, Ameno Donguri, Miyashiro Yumi / 作曲：SKINNER BOX / 編曲：SKINNER BOX
4. Algorithm (3:35)
作詞：PURPLE NIGHT, Yohei / 作曲：PURPLE NIGHT / 編曲：PURPLE NIGHT
5. 流星雨 (3:57)
作詞：YOSKE, Kim Su Yeun(ALIVE KNOB), Kim Ji Hee(ALIVE KNOB)/ 作曲：Minyoung Lee(EastWest), YOSKE, Yeul(1by1) / 編曲：Minyoung Lee(EastWest), Yeul(1by1)
6. REAL (3:14)
作詞：Jung Hohyun(e.one), YHANAEL[8] / 作曲：Jung Hohyun(e.one) / 編曲：Jung Hohyun(e.one)
・4thシングル『STRANGER』表題曲
・フジテレビ夏のイベント「THE ODAIBA 2021 バーチャル冒険アイランド」テーマソング[9]
・ABCテレビ「芸能界常識チェック！～トリニクって何の肉！?」2021年8月エンディングテーマ[10]
7. Design (3:03)
作詞：Yohei[11] / 作曲：Jung Hohyun(e.one)[12], DONO[13] / 編曲：Jung Hohyun(e.one)
・3rdシングル『CHALLENGER』全形態共通収録曲
8. 僕らの季節 (3:32)
作詞：YOSKE[14], Kim Mi Ryang(ALIVE KNOB), Kim Ji Hee(ALIVE KNOB), Baek Joo Yeun(ALIVE KNOB) / 作曲：Minyoung Lee(EastWest)[15], YOSKE, Yeul(1by1) / 編曲：Minyoung Lee(EastWest), Yeul(1by1)[16]
・5thシングル『WANDERING』表題曲
・東京ドームシティウィンターイルミネーション メインツリー演出楽曲[17]
9. STAY (3:32)
作詞：Jinli(Full8loom) / 作曲：Gloryface(Full8loom), Jinli(Full8loom), yuka(Full8loom) / 編曲：Gloryface(Full8loom), yuka(Full8loom)
・4thシングル『STRANGER』通常盤収録曲
10. 君のまま (3:52)
作詞：大知正紘[18] / 作曲：田中隼人[19], 大知正紘 / 編曲：TEITO[20]
・3rdシングル通常盤収録曲
・ドキュメンタリー映画「JO1 THE MOVIE『未完成』-Go to the TOP-」挿入歌
11. Born To Be Wild (3:44)
作詞：SCORE(13), Megatone(13), J.rise, YHANAEL[8] / 作曲：SCORE(13), Megatone(13) / 編曲：SCORE(13), Megatone(13)[21][22]
・3rdシングル『CHALLENGER』表題曲
・ABC-MART×NIKE 「NIKE AIR MAX INFINITY2」TV・CF テーマソング[23]
・ABCテレビ「芸能界常識チェック！～トリニクって何の肉！?」2021年5～6月エンディングテーマ[24]
12. Never Ending Story (3:10)
作詞：Kako, LUKE(13), STAINBOYS / 作曲：Kako, LUKE(13), Daily, Nmore(PRISMFILTER), Pop Time / 編曲：Nmore(PRISMFILTER), Daily, Pop Time
・5thシングル『WANDERING』初回限定盤A・初回限定盤B収録曲

### 初回限定盤B
ジャケット写真（大平祥生、金城碧海、河野純喜、白岩瑠姫、鶴房汐恩、與那城奨）
CD＋PHOTOBOOK
1. With Us (3:10)
2. 流星雨 (3:57)
3. Walk It Like I Talk It (3:03)
作詞：OUOW, Billy Carvin, th!nk, Ameno Donguri / 作曲：OUOW, Billy Carvin, th!nk, WOOJAE / 編曲：OUOW, WOOJAE
4. ZERO (3:15)
5. Dreamer (4:14)
作詞：Anna Kusakawa / 作曲：Justin Reinstein, 7th Avenue / 編曲：7th Avenue
・6thデジタルシングル
・Amazon Prime Video 独占配信ドラマ「ショート・プログラム」主題歌[26]
・一時活動中止していた金城碧海を含む11人で再収録した[5]。
6. 僕らの季節 (3:32)
7. 君のまま (3:52)
8. REAL (3:14)
9. Never Ending Story (3:10)
10. Born To Be Wild (3:44)
11. STAY (3:32)
12. Design (3:03)

### 通常盤
CD＋SOLO POSTER
1. With Us (3:10)
2. ZERO (3:15)
3. Touch! (3:38)
4. Walk It Like I Talk It (3:03)
5. Love & Hate (3:33)
作詞：Hanmiru Mun, Mirror Boy, D.ham / 作曲：D.ham, Hanmiru Mun, Mirror Boy, Ellie Love / 編曲：Mirror Boy, D.ham, Hanmiru Mun
6. 流星雨 (3:57)
7. Algorithm (3:55)
8. Move The Soul (3:33)
作詞：PURPLE NIGHT / 作曲：PURPLE NIGHT / 編曲：PURPLE NIGHT
・8thデジタルシングル
・TOKYO MX系 TVアニメ「群青のファンファーレ」オープニングテーマ[28]
・一時活動中止していた金城碧海を含む11人で再収録した[5]。
9. REAL (3:14)
10. 君のまま (3:52)
11. 僕らの季節 (3:32)
12. STAY (3:32)
13. Born To Be Wild (3:44)
14. Never Ending Story (3:10)
15. Design (3:03)

### アニメ盤
ジャケット写真（©Fanfare Anime Project 書き下ろしイラストのJO1）
CD
1. With Us (3:10)
2. Love & Hate (3:33)
3. Touch! (3:38)
4. Move The Soul (3:32)
5. Prologue (3:38)
作詞：Yohei[30], UTA / 作曲：UTA / 編曲：UTA
・5thシングル『WANDERING』表題曲
・テレビ東京系 TVアニメ「BORUTO-ボルト- NARUTO NEXT GENERATIONS」エンディングテーマ[31]
6. Design (3:03)
7. Never Ending Story (3:10)
8. Born To Be Wild (3:44)
9. STAY (3:32)
10. 僕らの季節 (3:32)
11. 君のまま (3:52)
12. REAL (3:14)

### FC限定盤
CD
1. With Us (3:10)
2. ZERO (3:15)
3. Touch! (3:38)
4. Walk It Like I Talk It (3:03)
5. Love & Hate (3:33)
6. 流星雨 (3:57)
7. Algorithm (3:55)
8. Move The Soul (3:32)
9. REAL (3:14)
10. 君のまま (3:52)
11. 僕らの季節 (3:32)
12. STAY (3:32)
13. Born To Be Wild (3:44)
14. Never Ending Story (3:10)
15. Design (3:03)

## チャート成績
オリコンチャート
- オリコンデイリーランキング（2022年5月24日、5月25日、5月27日、5月28日、5月29日、5月30日付）で1位。

| 日付            | 順位 | 推定売上枚数 | 出典   |
| --------------- | ---- | ------------ | ------ |
| 2022年5月24日付 | 1位  | 213,592枚    | [ 33 ] |
| 2022年5月25日付 | 1位  | 19,456枚     | [ 34 ] |
| 2022年5月26日付 | 2位  | 7,573枚      | [ 35 ] |
| 2022年5月27日付 | 1位  | 12,040枚     | [ 36 ] |
| 2022年5月28日付 | 1位  | 5,075枚      | [ 37 ] |
| 2022年5月29日付 | 1位  | 3,154枚      | [ 38 ] |
| 2022年5月30日付 | 1位  | 2,763枚      | [ 39 ] |
| 2022年5月31日付 | 6位  | -            | [ 40 ] |

- オリコン週間ランキング（2022年6月6日付）で1位。初週売上は26.1万枚で、2020年11月発売の前作『The STAR』の初週売上を15.8万枚上回り、自己最高初週売上となった。さらに、自己最高累積売上だった同作の19.5万枚も上回り、初週にして自己最高累積売上も記録した[41]。

Billboard JAPAN
- Billboard JAPAN週間アルバム・セールス・チャート Top Albums Sales（2022年5月23日～5月29日までの集計）で1位。初動3日間で278,575枚、当週300,410枚を売り上げ、2位と26万枚以上の差をつけて首位に立った[42]。
- Billboard JAPANダウンロード・アルバム・チャート Download Albums（2022年5月23日～5月29日までの集計）で1位。1,929DL。自身初のダウンロードアルバム首位となった[43]。
- Billboard JAPAN 2022年年間アルバム・セールス・チャート“TOP Albums Sales”で10位[44]。

HMV
- HMV 2022 年間ランキング（邦楽アルバム部門）で2位[45]。

以下は各曲のチャート成績を記載。
Move the Soul
- LINE MUSIC 月間ランキング（4月度）で1位を獲得。